# Odiellus signatus
Espèce
Synonymes
- Parodiellus signatus Roewer, 1957

Odiellus signatus est une espèce d'opilions eupnois de la famille des Phalangiidae.

## Répartition
Cette espèce est endémique de Crète en Grèce. Elle se rencontre dans les environs de Omalos.

## Description
La femelle holotype mesure 5 mm.

## Systématique et taxinomie
Cette espèce a été décrite sous le protonyme Parodiellus signatus par Roewer en 1957. Elle est placée dans le genre Odiellus.

## Publication originale
- Roewer, 1957 : « Über Oligolophinae, Caddoinae, Sclerosomatinae, Leiobuninae, Neopilioninae und Leptobuninae (Phalangiidae, Opiliones Palpatores). (Weitere Weberknechte XX). » Senckenbergiana biologica, vol. 38, p. 323–358.